# Урсула Јовић
Урсула Јовић је аустралијска глумица и певачица српског и абориџанског порекла.

## Биографија

### Каријера
За улогу у Capricornia добила је награду Helpmann, а за исту је била номинована и 2005 године за улогу у The Sapphires.
 Појавила се у више од 20 продукција, укључујући Capricornia, The Sapphires, Natural Life, Nailed, The Sunshine Club, Nathaniel Storm, и The Adventures of Snugglepot and Cuddlepie and Little Ragged Blossom

 
и у филмовима Jindabyne и Australia.

 Била је теме једне од епизода документарне серије Blaktrax на SBS.
Урсула је чланица музичке групе Црна рука.

### Лични живот
Урсула је одрасла у Дарвину, Северна територија. Њена мајка је из Арнемове земље, а њен отац, Слободан Јовић је српски имигрант који је своје име променио у Стан Јович. Удата је и има једну ћерку.
Радио телевизија Србије је током 2015. године снимила репортажу о њеном животу.

## Филмографија
- Jindabyne (филм)
- Australia (2008 филм)
- Redfern Now
- The Gods of Wheat Street

## Дискографија
| Година | Назив | Издавач |
| ------ | ----- | ------- |
| 2004.  |       |         |